# Zhang Jiao
Zhang Jiao ou Zhang Jue (falecido em 184) foi o líder da Revolta dos Turbantes Amarelos durante o final da dinastia Han Oriental da China. Ele se dizia ser um feiticeiro, e foi um seguidor do taoísmo.
Dando-se o título de "Grande Mestre", liderou a revolta com seus irmãos mais novos Zhang Bao e Zhang Liang numa campanha chamada "O Caminho do Céu" ou "O Caminho da Paz".